# Dendropicos spodocephalus
Dendropicos spodocephalus là một loài chim trong họ Picidae.